# Madrasa Allakuli Khan
La madrasa Allakuli Khan è una madrasa di Khiva in Uzbekistan. Si trova nella città murata di Itchan Kala il cui insieme è stato registrato a partire dal 1990 come Patrimonio dell'Umanità dall'UNESCO.

## La madrasa
È stata costruita nel 1834 sui fondi propri del khan del khanato di Khiva, Alla Kuli. Si trova tra il bazar coperto (Tim Alla Kuli Khan) e la Porta Est (Palvan Darvoza). La sua facciata principale si affaccia sul cortile della madrasa Khodjamberdy Bey.
La biblioteca comunale è stata organizzata in diverse celle (houdjra) al piano terra. Essa è stata fondata anche da Alla Kuli e servita a tutti gli studenti delle diverse madrase in città. È stata finanziata sul conto del caravanserraglio di Alla Kuli e Tim Alla Kuli.
Sebbene non vi sia nulla di speciale nell'architettura della madrasa, trasuda una forte impressione. La facciata è decorata con maioliche tipo Corasmia nei toni del bianco e nero e blu. Le decorazioni sono delineate in nero e evidenti nei timpani e nelle doppie arcate, così come i tre quarti delle colonne del portale, uno dei più grandi della città.
La corte misura 30 x 34 metri, in genere con quattro iwan, uno per ogni lato.

## Galleria d'immagini

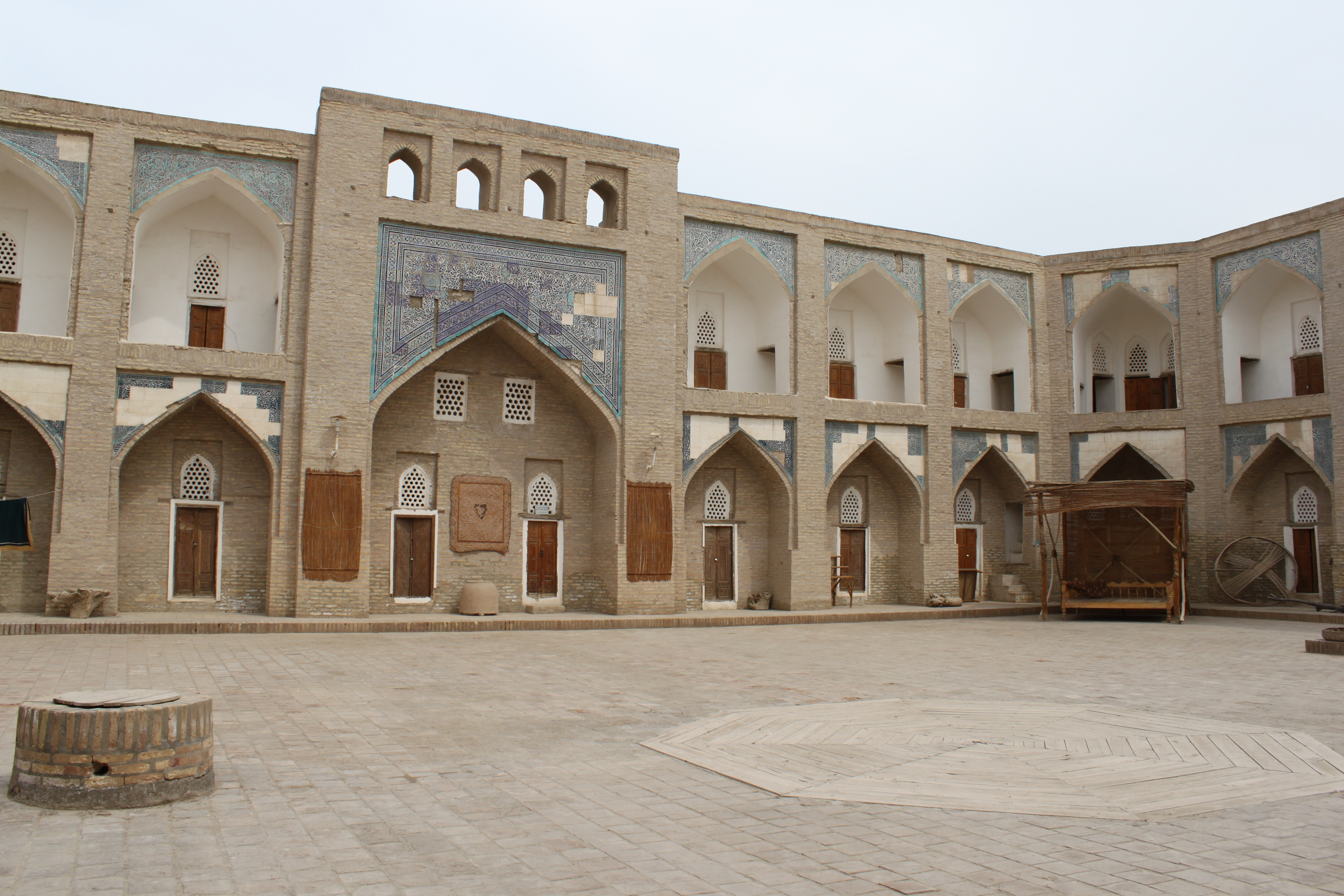
La corte interna
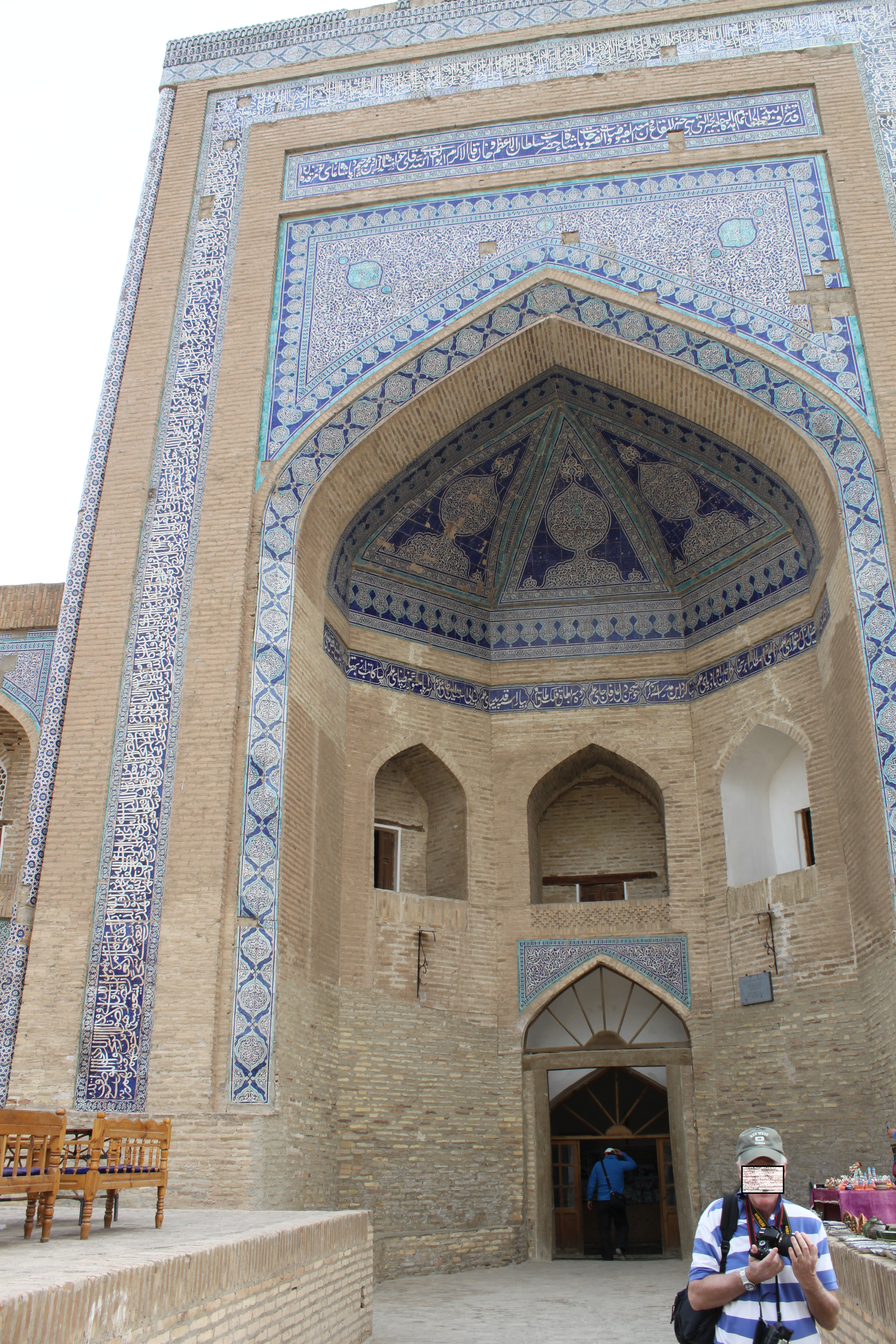
Il pishtak di ingresso con le sue piastrelle blu in arabesco.
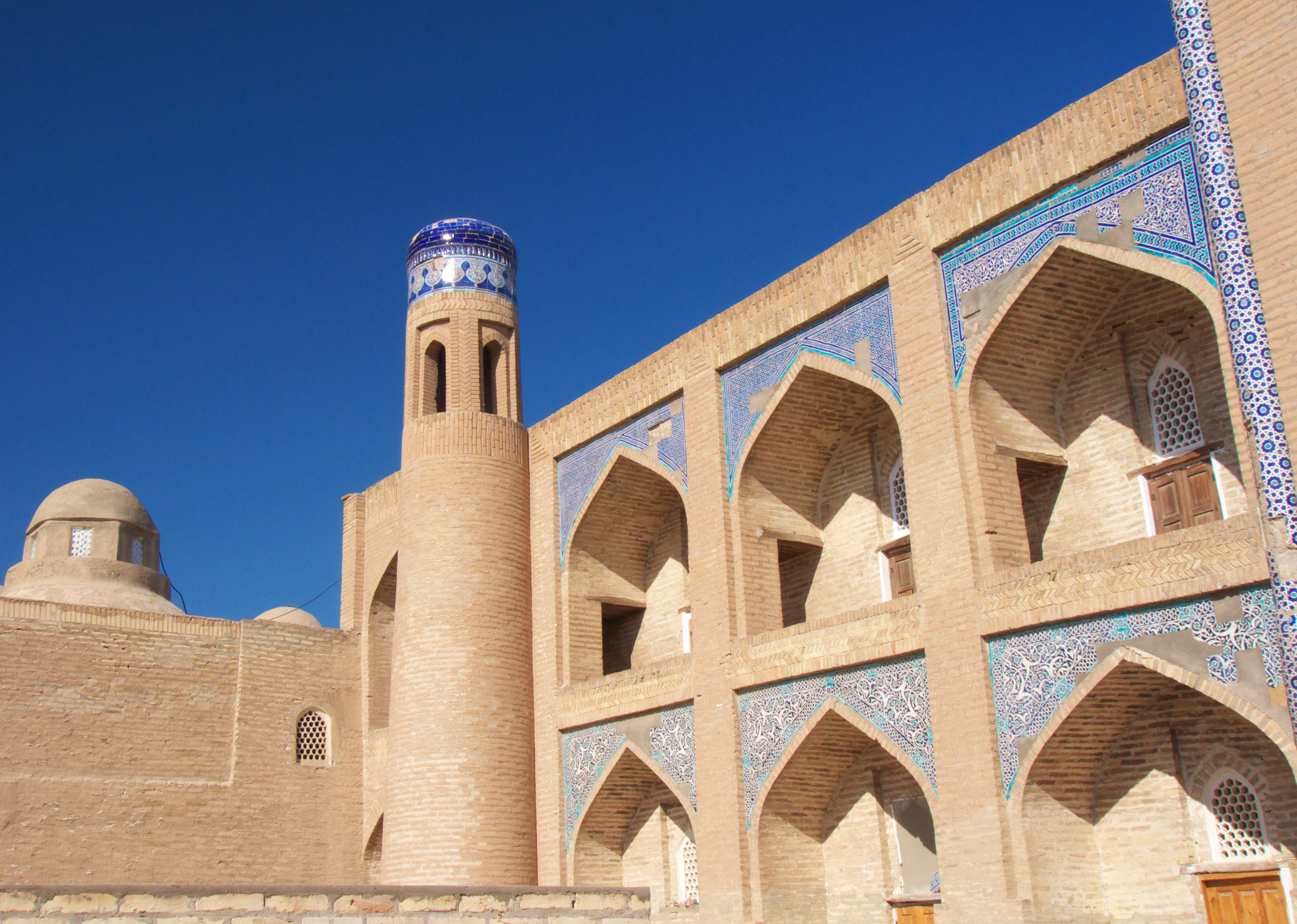
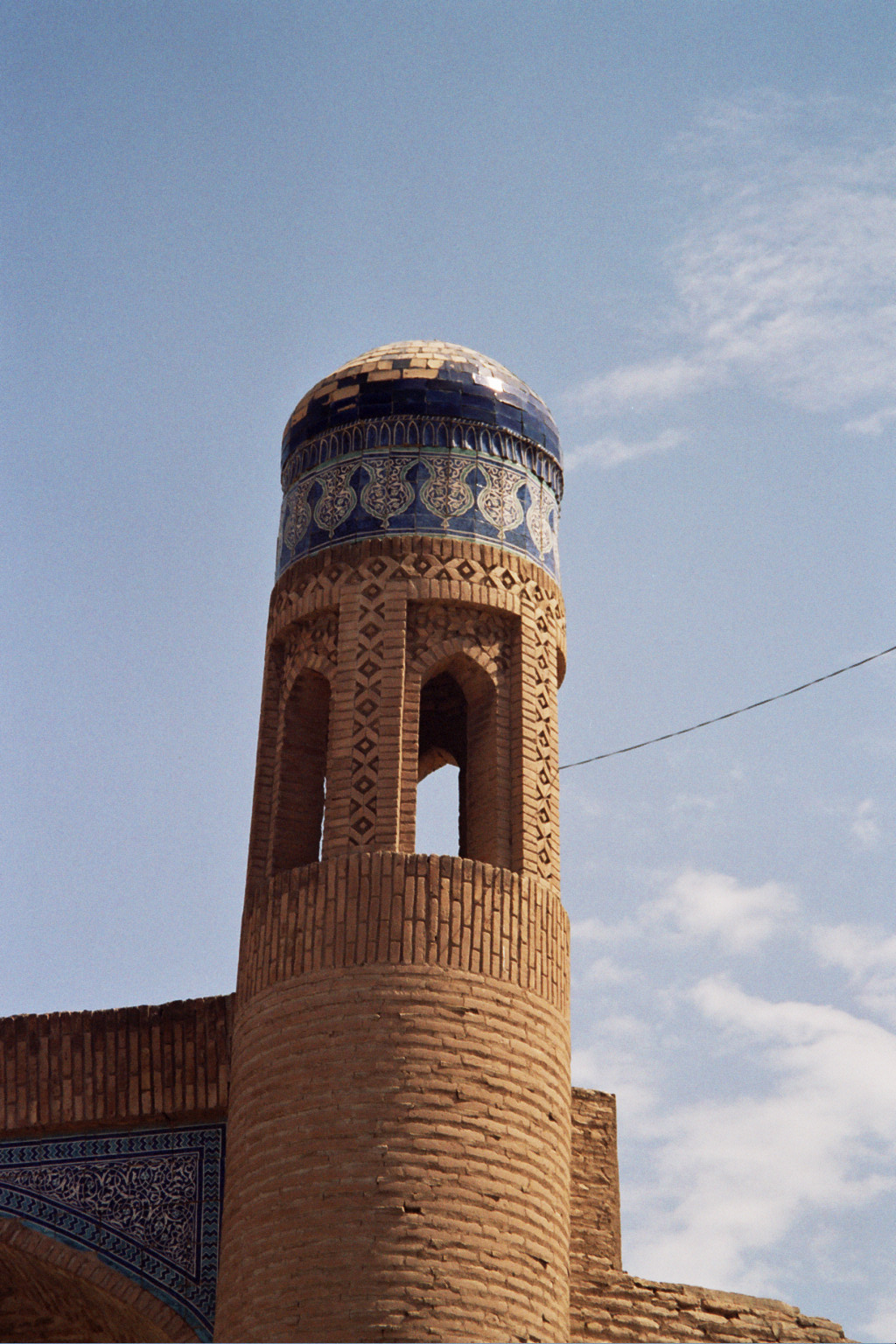